# Becherovka
La Becherovka (in ceco Becherovka , chiamata anche Třináctý pramen (ossia Tredicesima fonte), è un liquore prodotto a Karlovy Vary in Repubblica Ceca, venduto la prima volta nel 1807. Deve il nome al suo inventore, Josef Vitus Becher (1769–1840).
È un preparato naturale a base di erbe ed ha una gradazione alcolica pari a 38,5% del volume. Si beve normalmente freddo, ma anche diluito in acqua calda assieme ad altri ingredienti, ed è spesso usato per aiutare la digestione, ma è da molti praghesi ritenuta ottima anche per curare il mal di gola o il raffreddore. Un cocktail creato per l'Expo '67 e divenuto assai popolare negli anni '90 è il Beton, composto da Becherovka e acqua tonica.
La tradizione ne assegna la ricetta originale a quella di un medico, tale Dr. Frobrig, che voleva creare un medicinale digestivo. Josef Becher lavorò almeno due anni a perfezionare la sua ricetta segreta, composta di specifiche erbe e realizzata con l'acqua termale di Karlovy Vary, e a metterla in commercio.